# UCAC4 574-024637
UCAC4 574-024637 — одиночная звезда в созвездии Близнецов на расстоянии приблизительно 3460 световых лет (около 1061 парсек) от Солнца. Видимая звёздная величина звезды — +12,573m.

## Характеристики
UCAC4 574-024637 — белая звезда спектрального класса A2-A3. Радиус — около 1,86 солнечного, светимость — около 7,857 солнечных. Эффективная температура — около 9267 K.

## Планетная система
В 2019 году командой астрономов, работающих с фотометрическими данными в рамках проекта Kepler-K2, было объявлено об открытии кандидата в планеты 2MASS J06101557+2436535 b.